# Peperomia ciliolibractea
Peperomia ciliolibractea är en pepparväxtart som beskrevs av C. Dc.. Peperomia ciliolibractea ingår i släktet peperomior, och familjen pepparväxter. Inga underarter finns listade i Catalogue of Life.